# Slayers diskografi
Dette er den amerikanske thrash metalgruppe Slayers diskografi.

## Album

### Studiealbum og ep'er
| Udgivelsesdato     | Titel                    | Pladeselskab         | Placering på US Billboard | Solgte eksemplarer i USA     |
| December 1983      | Show No Mercy            | Metal Blade Records  |                           | 158.000                      |
| 1984               | Haunting the Chapel (ep) | Metal Blade Records  |                           | 109.000                      |
| August 1985        | Hell Awaits              | Metal Blade Records  |                           | 482.000                      |
| 7. oktober 1986    | Reign in Blood           | Def Jam Records      | 94                        | 672.000                      |
| 5. juli 1988       | South of Heaven          | Def Jam Records      | 57                        | 585.000                      |
| 9. oktober 1990    | Seasons in the Abyss     | Def American Records | 40                        | 659.000                      |
| 3. oktober 1994    | Divine Intervention      | American Recordings  | 8                         | 512.000                      |
| 28. maj 1996       | Undisputed Attitude      | American Recordings  | 34                        | 238.000                      |
| 9. juni 1998       | Diabolus in Musica       | American Recordings  | 31                        | 290.000                      |
| 11. september 2001 | God Hates Us All         | American Recordings  | 28                        | 304.000                      |
| 6. juni 2006       | Eternal Pyre (ep)        | American Recordings  |                           | 5.000 (samtlige eksemplarer) |
| 8. august 2006     | Christ Illusion          | American Recordings  | 5                         | 150.000                      |

### Opsamlingsalbum / bokssæt
| Udgivelsesdato    | Titel                                  | Pladeselskab        | Placering på US Billboard | Solgte eksemplarer i USA |
| 25. november 2003 | Soundtrack to the Apocalypse (Bokssæt) | American Recordings |                           | 10.000                   |

### Live
| Udgivelsesdato   | Titel                           | Pladeselskab         | Placering på US Billboard | Solgte eksemplarer i USA |
| 1984             | Live Undead                     | Metal Blade Records  |                           |                          |
| 22. oktober 1991 | Decade of Aggression (2 cd-set) | Def American Records | 55                        | 406.000                  |

## Singler
| År   | Titel                  | Placeringer | Placeringer     | Placeringer         | Placeringer    | Album                |
| År   | Titel                  | USA Hot 100 | USA Modern Rock | USA Mainstream Rock | Storbritannien | Album                |
| 1986 | "Angel of Death"       | -           | -               | -                   | -              | Reign in Blood       |
| 1986 | "Postmortem"           | -           | -               | -                   | -              | Reign in Blood       |
| 1986 | "Raining Blood"        | -           | -               | -                   | 64             | Reign in Blood       |
| 1988 | "Mandatory Suicide"    | -           | -               | -                   | -              | South of Heaven      |
| 1988 | "South of Heaven"      | -           | -               | -                   | -              | South of Heaven      |
| 1990 | "Dead Skin Mask"       | -           | -               | -                   | -              | Seasons in the Abyss |
| 1990 | "Seasons in the Abyss" | -           | -               | -                   | 51             | Seasons in the Abyss |
| 1994 | "Dittohead"            | -           | -               | -                   | -              | Divine Intervention  |
| 1994 | "Serenity in Murder"   | -           | -               | -                   | 50             | Divine Intervention  |
| 1996 | "I Hate You"           | -           | -               | -                   | -              | Undisputed Attitude  |
| 1998 | "Stain of Mind"        | -           | -               | -                   | -              | Diabolus in Musica   |
| 2001 | "Bloodline"            | -           | -               | -                   | -              | God Hates Us All     |
| 2001 | "God Send Death"       | -           | -               | -                   | -              | God Hates Us All     |
| 2006 | "Cult"                 | -           | -               | -                   | -              | Christ Illusion      |
| 2006 | "Eyes of the Insane"   | -           | -               | -                   | 97             | Christ Illusion      |

## Andre sange
- "Born to Be Wild", Steppenwolf cover på NASCAR: Crank It Up opsamlingen.
- "Disorder" (medley af tre sange af The Exploited: "War", "UK 82", "Disorder"), med Ice-T, på Judgment Night OST (senere udgivet på Soundtrack to the Apocalypse).
- "Hand of Doom", Black Sabbath cover på Nativity in Black II.
- "In-A-Gadda-Da-Vida", Iron Butterfly cover på Less Than Zero OST (senere udgivet på Soundtrack to the Apocalypse).
- "Human Disease", på Bride of Chucky OST (senere udgivet på Soundtrack to the Apocalypse).
- "No Remorse", med Atari Teenage Riot på Spawn OST (senere udgivet på Soundtrack to the Apocalypse).

## DVD/VHS
| Udgivelsesdato   | Titel                                    | Udgiver             | Omsætning |
| 31. oktober 1995 | Live Intrusion (Hjemmevideo) (Live)      | American Recordings |           |
| 29. juli 2003    | War at the Warfield (Hjemmevideo) (Live) | American Recordings | Guld USA  |
| 26. oktober 2004 | Still Reigning (Hjemmevideo) (Live)      | American Recordings | Guld USA  |

## Musikvideoer
- "War Ensemble"
- "Seasons in the Abyss"
- "Dittohead"
- "Serenity in Murder"
- "I Hate You"
- "Bloodline"
- "Black Magic/Raining Blood" (live)
- "Eyes of the Insane"

## Fodnoter
1. 1 2 3 4 5 6 7 8  "Slayer's album chart history". Billboard.com. Arkiveret fra originalen 30. september 2007. Hentet 2006-12-01.
2. 1 2   RIAA.com "Recording Industry Association of America Gold & Platinum Searchable Database", på RIAA.com